# 레바논의 정치
레바논의 정치는 대통령제와 대의 민주주의를 기반으로 한다. 레바논은 중동의 여러나라 중 기독교 신자가 차지하는 비중이 가장 많으며, 중동에서 유일하게 이슬람을 국교로 채택하지 않은 국가이다. 레바논의 의석은 각 종파의 신도 수에 비례하여 배분되며 기독교와 이슬람의 의석수를 각 64석으로 하여 128석의 의석이 있다.

## 개관
레바논은 오랫동안 동로마 제국의 영토였으며 이후 16세기에 오스만 투르크의 영토가 되었다. 오스만 투르크가 제1차 세계대전 패전에 따라 분할된 후 1923년 시리아와 함께 프랑스의 위임자치령이 되었고 1926년 시리아와 분리된 자치국이 된 후 1941년 완전 독립하였다. 이러한 역사로 인해 레바논은 주변 중동국가에 비해 기독교 신도 수가 전체 인구의 40%에 이르며 여러 종파가 함께 공존하고 있었다. 그러나, 레바논에 대한 시리아의 영향력이 매우 큰 편이고 이스라엘과 주변 아랍국가가 중동 전쟁을 치른 이후 레바논에 팔레스타인 해방기구의 거점이 형성된 것과 같은 사건들에 의해 주변 국가의 갈등에 휘말리게 되었다. 1985년 헤즈볼라가 창당되는 등 이슬람 근본주의의 영향력이 꾸준히 증가하고 있다.

## 헌법
1926년 자치국이 되면서 대통령제를 채택한 헌법을 제정하였으며 1990년 의원 내각제를 골자로 한 헌법 개정이 있었다. 헌법에서는 삼권분립을 기초로한 대의 민주주의를 명시하고 있으며, 마론파 기독교, 이슬람 수니파, 이슬람 시아파를 중심으로 각 종파 간의 권력 분배를 국가조직의 기본으로 하는 점이 특색이다. 1989년 협약(National Conciliation Accord)에 따라 대통령은 기독교 마론파, 총리는 이슬람 수니파, 국회의장은 이슬람 시아파, 국방장관은 드루즈파, 군사령관은 마론파 출신 중에서 선출되며 기타 정부 및 군부요직은 종파 안배를 폐지하기로 하였으나 주요 공직 역시 여전히 종파 안배가 이루어지고 있다.

## 레바논의 임명 권한
레바논의 대통령은 의례적인 역할에 지나지 않으며, 총리가 모든 권한을 위임을 받고 내각을 이끌고 있다. 수니파 의원중의 한 명을 국회에서 임명을 하는 방식이다. 2007년 11월 이후 공석이었지만, 2008년 5월 25일 ~ 2014년 5월 25일까지 미셸 슐레이만이 대통령으로 물러나고, 대통령 대행으로는 2014년 5월 25일에 취임하는 탐맘 살람이며 총리도 탐맘 살람이다. 레바논 대통령은 임기가 6년 중임제이다. 중임은 계속해야 하며, 최대 임기는 12년이다. 대통령은 계속 바뀌지 않는다. 총리는 임기는 4년 단임제이다.

## 의회
레바논 의회의 임기는 4년이며 종교적 안배에 따라 의석이 정해져 있다. 21세 이상의 성인 남녀가 투표권을 행사한다. 최근 총선은 2005년에 있었다.
| 레바논 의회의 의석수 | 레바논 의회의 의석수 | 레바논 의회의 의석수 |
| 종교                 | 종파                 | 의석수               |
| -------------------- | -------------------- | -------------------- |
| 기독교               | 마론파               | 34                   |
| 기독교               | 그리스 정교회        | 14                   |
| 기독교               | 로마 가톨릭교회      | 8                    |
| 기독교               | 아르메니아 정교회    | 5                    |
| 기독교               | 기타 기독교 종파     | 3                    |
| 기독교               | 기독교 계            | 64                   |
| 이슬람               | 수니파               | 27                   |
| 이슬람               | 시아파               | 27                   |
| 이슬람               | 드루즈               | 8                    |
| 이슬람               | 알라위파             | 2                    |
| 이슬람               | 이슬람 계            | 64                   |
| 출처:주레바논대사관  |                      |                      |

| 2005년 레바논 총선 결과 | 2005년 레바논 총선 결과 | 2005년 레바논 총선 결과                                                          | 2005년 레바논 총선 결과 |
| ----------------------- | ----------------------- | -------------------------------------------------------------------------------- | ----------------------- |
| 3월 14일 동맹           | 72                      | 미래 운동 (Tayyar Al Mustaqbal)                                                  | 36                      |
| 3월 14일 동맹           | 72                      | 진보사회당 (Hizb al-Taqadummi al-Ishtiraki)                                      | 16                      |
| 3월 14일 동맹           | 72                      | 레바논의 힘 (al-Quwāt al-Lubnāniyya)                                             | 6                       |
| 3월 14일 동맹           | 72                      | 코르네트 쉐한 연대(Qornet Shehwan Gathering) - 카텝 당 (Hizb al-Kataeb) - 무소속 | 6                       |
| 3월 14일 동맹           | 72                      | 무소속 (트리폴리 블록)                                                           | 3                       |
| 3월 14일 동맹           | 72                      | 민주회복당 (트리폴리 블록)                                                       | 1                       |
| 3월 14일 동맹           | 72                      | 민주좌파당 (트리폴리 블록)                                                       | 1                       |
| 3월 14일 동맹           | 72                      | 무속속                                                                           | 3                       |
| 저항과 개발 블록        | 35                      | 아말 운동 (Harakat Amal)                                                         | 14                      |
| 저항과 개발 블록        | 35                      | 헤즈볼라 (Hezbollah)                                                             | 14                      |
| 저항과 개발 블록        | 35                      | 시리아 사회민족당 (al-Hizb al-Qawmi al-souri al ijtima'i)                        | 2                       |
| 저항과 개발 블록        | 35                      | 기타                                                                             | 5                       |
| 변화와 개혁 블록        | 21                      | 자유 애국 운동 (Tayyar Al-Watani Al-Horr)                                        | 14                      |
| 변화와 개혁 블록        | 21                      | 스카프 블록                                                                      | 5                       |
| 변화와 개혁 블록        | 21                      | 미쉘 무르 블록 Bloc                                                              | 2                       |
| 총계                    | 총계                    | 총계                                                                             | 128                     |

## 같이 보기
- 레바논의 역사